# 护国天仙圣母庙
40°00′08″N 116°26′53″E / 40.0022508°N 116.4479503°E
护国天仙圣母庙，俗称北湖渠娘娘庙，位于中華人民共和國北京市朝阳区来广营乡北湖渠村南，是一座道教宫观。1986年4月，朝阳区人民政府为“护国天仙圣母庙”立有“北京市朝阳区文物保护单位”牌。2013年1月，朝阳区文化委员会为“护国天仙圣母庙”立有“北京市朝阳区普查登记文物”牌。

## 简介
护国天仙圣母庙位于北湖渠村南，南邻北小河。该庙创建于明朝，清朝光绪年间重修。主祀天仙圣母碧霞元君。
护国天仙圣母庙坐北朝南，现存古建筑为正殿，面阔三间，进深两间，硬山顶筒瓦，带有东西耳房各三间。2005年，复建山门一座，以及东配殿一座，其中东配殿面阔三间，进深两间。2009年，护国天仙圣母庙的使用单位“北湖9号”投资复建西配殿一座，和东配殿对称，2010年竣工。护国天仙圣母庙周边为新建的占地面积2700亩的北湖9号高尔夫球场。原来此地的村民都已拆迁上楼。
护国天仙圣母庙正殿内的东、西山墙上，残存两幅碧霞元君出世图壁画，是朝阳区文物古建中仅存的壁画，在修缮过程中对壁画加以揭取和保护。